# 서울창일초등학교
서울창일초등학교는 대한민국 서울특별시 도봉구 창동에 있는 공립 초등학교이다.

## 학교 연혁
- 1990년 11월 9일 서울창일국민학교 개교(설립인가 7월 16일)
- 1996년 3월 1일 현재 교명으로 개칭
- 2016년 8월 22일 본관 내진 보강공사, 소방시설 보수 및 소화전 교체
- 2016년 9월 29일 친환경 마사토 운동장 및 트랙 조성공사 완공
- 2016년 11월 5일 대교어린이TV 코러스코리아 합창대회 은상(상금 200만원)
- 2017년 3월 29일 한아름터(급식실 및 식당) 개관식
- 2017년 4월 30일 교사동 전체 내부 도장(벽, 복도, 천장)
- 2017년 5월 22일 운동장 스탠드 렉산지붕 최종 완성
- 2018년 2월 9일 제27회 졸업식(135명)
- 2018년 4월 14일 5,6학년 책걸상 교체(약 3500만원)
- 2018년 5월 3일 전체 교실 사물함 리모델링 완성
- 2018년 8월 17일 교실 도색공사 완공
- 2018년 9월 1일 제10대 최도현 교장 취임
- 2018년 12월 4일 전자도서관 구축
- 2018년 12월 14일 현수막거치대 설치
- 2019년 1월 8일 본관 바닥교체(교무실, 행정실, 방송실, 보건실, 도서실, 교과담임실, 꿈터)
- 2019년 2월 13일 제28회 졸업식(183명)

## 학교 상징
- 교화(校花) - 모란
  - 잎이 크고 꽃의 아름다움은 어린이의 활발함과 밝은 마음을 상징함
- 교목(校木) - 느티나무
  - 키가 크고 웅대하며 수려한 기품과 발전을 상징함

## 참고 자료
- 서울창일초등학교 - 한국교육학술정보원 학교알리미